# Place Saint-Paul (Liège)
Pour les articles homonymes, voir Place Saint-Paul.
La place Saint-Paul de Liège est une très ancienne place du quartier de l'Île.
On y trouve le portail de la cathédrale Saint-Paul et l'extérieur de son cloître où se trouve le Trésor de la Cathédrale.

## Historique
Jusqu'en 1863, la place se nommait place Derrière Saint-Paul après quoi elle prit son nom actuel.
Fin août 2014, la place subit un réaménagement. Le tarmac et les zones de stationnement sont remis en état.
En octobre 2018, le bâtiment de la banque nationale est vendu à un particulier pour un montant de 7,1 millions d'euros. L'acheteuse, Benjamine De Cloedt, souhaite y installer une école de ballet international qui devrait ouvrir ses portes en 2021 après travaux de transformation.

## Événements
- Le 1er mai rassemble chaque année la presque totalité des associations liégeoises de gauche et propose un programme varié (concerts, débats, soirées,…)[3].
- Fin juin, le village gaulois s'installe durant trois semaines sur la place où une cinquantaine de chalets proposent des produits wallons et français et organise un tournoi de pétanque.

## Curiosités
- La cathédrale Saint-Paul
- Le siège de la FGTB Liège-Huy-Waremme
- La succursale liégeoise de la Banque nationale de Belgique, par le groupe EGAU (1968)
- Depuis 1911, une statue de Jean Del Cour au centre de la place
- L'ancien refuge de l'abbaye d'Aulne classé au patrimoine immobilier de la Région wallonne

## Voies adjacentes
- Rue Bonne Fortune
- Rue Tournant-Saint-Paul
- Rue Saint-Remy
- Rue Hazinelle